# Lạc Vệ
Lạc Vệ là một xã thuộc huyện Tiên Du, tỉnh Bắc Ninh, Việt Nam.
Xã Lạc Vệ có diện tích 10,57 km², dân số năm 1999 là 10744 người, mật độ dân số đạt 1016 người/km².